# Furuset (metrostation)
Furuset is een metrostation in de Noorse hoofdstad Oslo, in de gelijknamige wijk Het station werd geopend op 19 februari 1978 en wordt bediend door lijn 2 van de metro van Oslo.